# Ordinul nr. 227
Ordinul nr. 227 din 28 iulie 1942 a fost promulgat de Comisarul Poporului pentru Apărare Iosif Vissarionovici Stalin. A fost cunoscut și ca ordinul "Ни шагу назад! Nici un pas înapoi!"
Nici un comandant nu avea permisiunea să retragă fără ordin. Oricine s-ar fi retras fără permisiunea expresă a superiorilor săi era deferit tribunalului militar. 
Ordinul nr. 227 hotăra ca fiecare Front să creeze 1 – 3 batalioane disciplinare (штрафбат - ștrafbat, штрафной батальон –  ștrafnoi batalion) destinate ofițerilor pedepsiți. Fiecare Front trebuia să creeze companii disciplinare pentru soldații și subofițerii pedepsiți. Acestor unități disciplinare le erau repartizate cele mai periculoase misiuni. 
Ordinul mai stabilea de asemenea ca fiecare Armată să creeze 3 – 5 unități-barieră  (заградотряд – zagradotriad, заградительный отряд – zagraditelnîi otriad) care să deschidă focul asupra militarilor care se retrăgeau fără ordin. 
Toți comandanții care se retrăgeau fără ordin urmau să fie judecați de tribunalele militare de la nivelul lor ierarhic. 

## Wikisource
- en  Wikisource:Order No. 227 by the People's Commissar of Defence of the USSR
- ru  Wikisource: Textul original